# お嫁に行きます (1973年のテレビドラマ)
『お嫁に行きます』（およめにゆきます）は、1973年3月27日から同年9月18日まで東京12チャンネル（現：テレビ東京）で放送されたテレビドラマ。放送時間は毎週火曜20:00 - 20:56（JST）。

## 概要
大学病院で眼科部長を務めるやもめの父に、母親代わりとなっている長女・桂をはじめとする結婚適齢期を迎えた娘4人に浪人生の息子。この6人家族と、北海道から上京して居候する父・康平の先輩教授の息子の寺田吾郎を中心に、結婚や恋愛の騒動が起きる中での親子・家族の情愛を描いていった。 

## 出演者
- 山形康平：山村聰
- 山形桂（長女）：長内美那子
- 山形弓子（次女）夏純子
- 山形亜矢子（三女）：丘みつ子 - 女性週刊誌記者
- 山形美矢子（四女）：田坂都
- 山形康太郎（長男）：吉田次昭
- 寺田吾郎：岡田裕介
- 北原夏子：草笛光子
- 北原一平：藤村俊二
- 北原弥生：安芸秀子
- 河村勇吉：牟田悌三 - 茂子の夫
- 河村茂子：宝生あやこ - 康平の妹
- 河村万里子：小橋玲子 - 勇吉・茂子の娘
- はるみ：ジュディ・オング - 小料理屋「おかめ」のママ
- 大森正敏：高津住男 - 吾郎のいとこ
- 西条豊：石田信之 - 弓子の恋人
- 青山猛：新克利 - 野菜の行商をしているインテリの独身男
- 青山しの：原ひさ子 - 猛の母
- 小山：高松しげお
- 大竹編集長：湊俊一
- 高原：佐々木勝彦 - 区役所の「すぐ来る課」課員
- 小松佐季美

### 主なゲスト
- 滝口和彦：勝呂誉（第3話）- 亜矢子のかつての恋人
- 里見邦子：矢萩春恵（第6話）
- 中西：荒木将久（第6話）
- 高橋隆太：入川保則（第7話）
- 松岡：笹沢左保（第7話）- 流行作家で、隆太の伯父
- 安村登代子：西岡慶子（第9話）- 売れっ子女流評論家
- 滝沢：近石真介（第9話）- トップ屋
- 天地総子（第10話）
- 沢村百合子：木村由貴子（第12話）
- 間宮昌宏：長谷川哲夫（第13話）- 康平の弟子
- 来栖弘子：栗田ひろみ（第18話）

## スタッフ
- 脚本：井手俊郎、田波靖男
- 演出：柴田敏行
- 制作：東京12チャンネル

## サブタイトル
特記無き場合はサブタイトルなし
1. 1973年3月27日
2. 1973年4月3日
3. 1973年4月10日
4. 1973年4月17日
5. 1973年4月24日
6. 1973年5月1日
7. 1973年5月8日
8. 1973年5月15日
9. 1973年5月22日
10. 1973年5月29日
11. 1973年6月5日
12. 1973年6月12日
13. 1973年6月19日
14. 1973年6月26日「モテモテお父さん」
15. 1973年7月3日「ふたり家出しました」
16. 1973年7月10日「ライバルが二人」
17. 1973年7月17日「夏休みなのだ!」
18. 1973年7月24日「どさん娘チャンだ!」
19. 1973年7月31日「金魚と氷あずき」
20. 1973年8月7日「あわびと水着」
21. 1973年8月14日「俺だって男だョ!」
22. 1973年8月21日「娘たちの反乱」
23. 1973年8月28日「おやじフンサーイ!」
24. 1973年9月4日「おやじ頑張る!」
25. 1973年9月11日「さよならだけが…」
26. 1973年9月18日「パパありがとう」